# ジェレミー・ラッチフォード
ジェレミー・ラッチフォード（Jeremy Ratchford, 1965年8月6日 - ）は、カナダの俳優である。

## 出演作品

### テレビ
- パーセプション 天才教授の推理ノート
- シェイムレス 俺たちに恥はない
- コールドケース 迷宮事件簿（ニック・ヴェラ）
- ザ・プラクティス ボストン弁護士ファイル
- CSI:科学捜査班
- バフィー 〜恋する十字架〜
- 犯罪捜査官ネイビーファイル
- メンタリスト

### 映画
- 監禁
- ダーク・ハイウェイ
- グース
- 判決のとき
- 許されざる者（アンディ・ラッセル保安官補）
- リンゼイ・ワグナーのヤング・アゲイン
- 虐殺チェーンソー/地獄のシーサイド